# Torneo Interbritannico 1958
Il Torneo Interbritannico 1958 fu la sessantatreesima edizione del torneo di calcio conteso tra le Home Nations dell'arcipelago britannico. Il torneo fu vinto congiuntamente dall'Inghilterra e dall'Irlanda del Nord. Questa edizione fu segnata dal disastro aereo di Monaco di Baviera in cui persero la vita tre nazionali inglesi: Roger Byrne, Tommy Taylor e Duncan Edwards.

## Risultati
| Data             | Luogo   | Squadra 1        | Risultato | Squadra 2        |
| ---------------- | ------- | ---------------- | --------- | ---------------- |
| 5 ottobre 1957   | Belfast | Irlanda del Nord | 1 - 1     | Scozia           |
| 19 ottobre 1957  | Cardiff | Galles           | 0 - 4     | Inghilterra      |
| 6 novembre 1957  | Londra  | Inghilterra      | 2 - 3     | Irlanda del Nord |
| 13 novembre 1957 | Glasgow | Scozia           | 1 - 1     | Galles           |
| 16 aprile 1958   | Cardiff | Galles           | 1 - 1     | Irlanda del Nord |
| 19 aprile 1958   | Glasgow | Scozia           | 0 - 4     | Inghilterra      |

## Classifica
| Pos | Squadra          | Pti | G | V | N | P | GF | GS |
| --- | ---------------- | --- | - | - | - | - | -- | -- |
| 1   | Inghilterra      | 4   | 3 | 2 | 0 | 1 | 10 | 3  |
| 1   | Irlanda del Nord | 4   | 3 | 1 | 2 | 0 | 5  | 4  |
| 3   | Scozia           | 2   | 3 | 0 | 2 | 1 | 2  | 6  |
| 3   | Galles           | 2   | 3 | 0 | 2 | 1 | 2  | 6  |